# Perleťovec velký
Perleťovec velký (Speyeria aglaja, syn.: Argynnis aglaja ), případně též perleťovec větší, je denní motýl z čeledi babočkovitých (Nymphalidae). Druhové jméno je odvozeno od Aglaie, jedné ze tří Grácií z řecké mytologie.

## Popis
Motýl dosahuje rozpětí křídel 50 až 55 milimetrů a patří k největším evropským perleťovcům, je jen o něco málo menší než perleťovec stříbropásek (Argynnis paphia). Má oranžovou nebo žlutohnědou vrchní stranu křídel, na nichž se nachází vzor složený z černých skvrn a příčných pruhů. Na okrajích je patrný tmavý lem. Za ním jsou rozprostřeny trojúhelníkové skvrny zasahující do tmavé hrany. Spodní strana předních křídel je matně oranžová s černými skvrnami, rub zadních křídel žlutohnědý a z poloviny nazelenalý se světlými perleťovými skvrnami. Řada dalších světlých skvrn je seřazených na vnějším okraji křídel. Samci mají na zadní částí křídel žilky, pomocí kterých uvolňují feromony, aby přilákali samice.

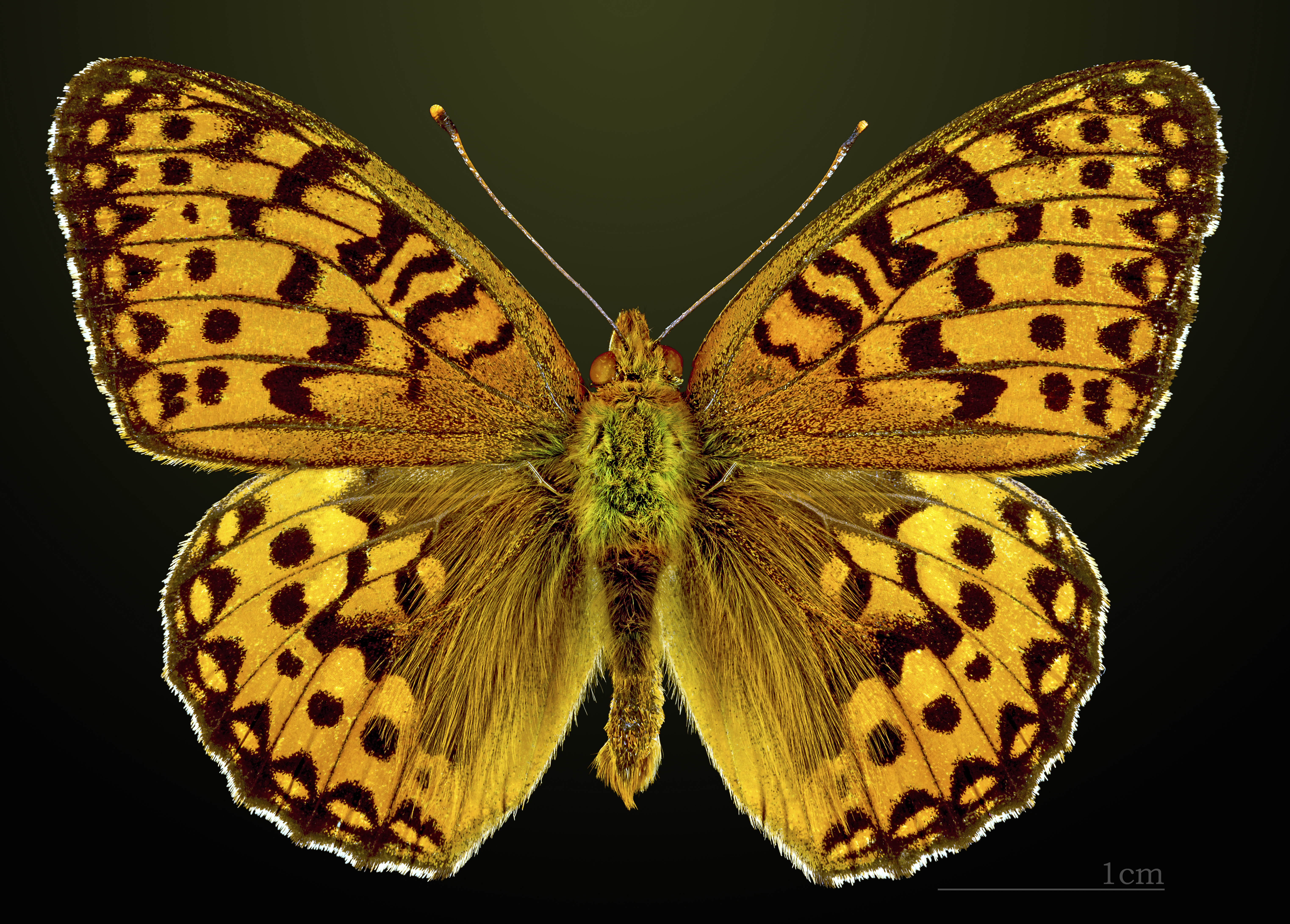
Perleťovec velký
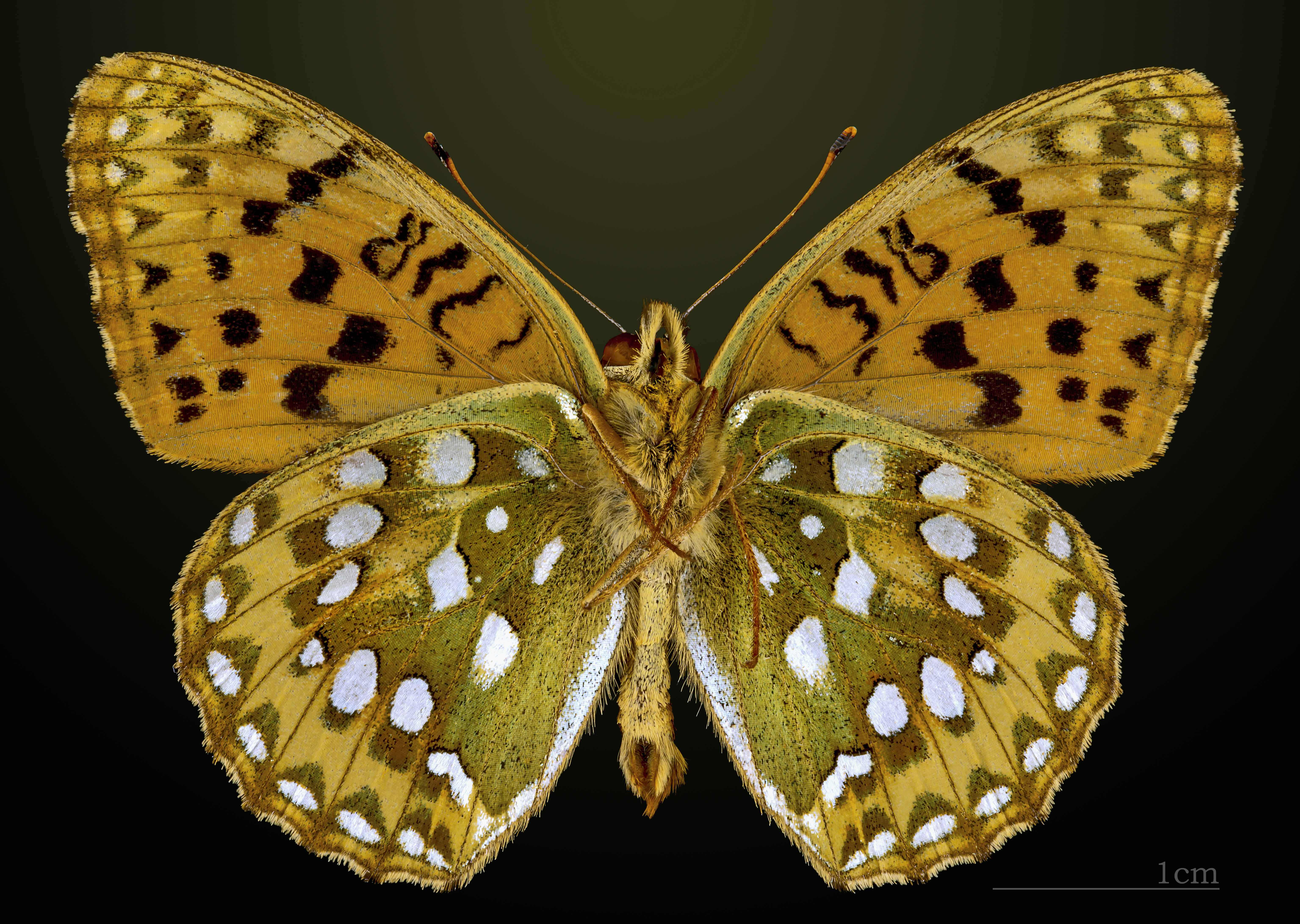
△ Perleťovec velký - spodní strana

Housenky jsou dlouhé asi 38 milimetrů a procházejí v průběhu života výraznou proměnou vzhledu. Zprvu jsou tmavě hnědé až černé se dvěma podélnými bílými pruhy a na každé straně mají řadu červenooranžových teček. Tělo je poseté černými a rozvětvenými ostny. V posledním stádiu jsou housenky bílé. Kukla má tmavě hnědou barvu.

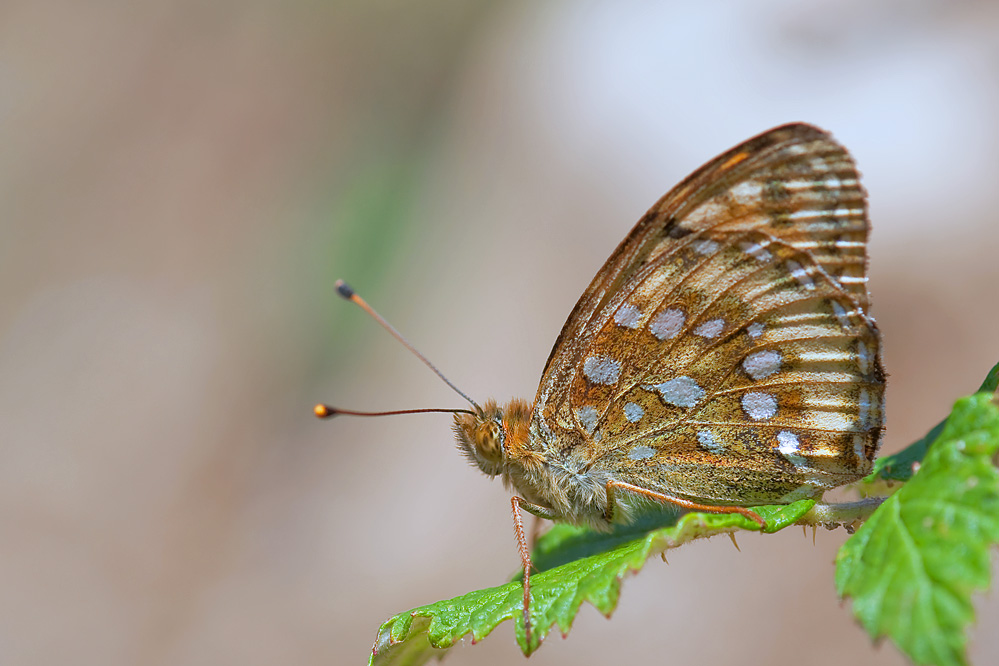
Argynnis aglaja, spodní strana křídla

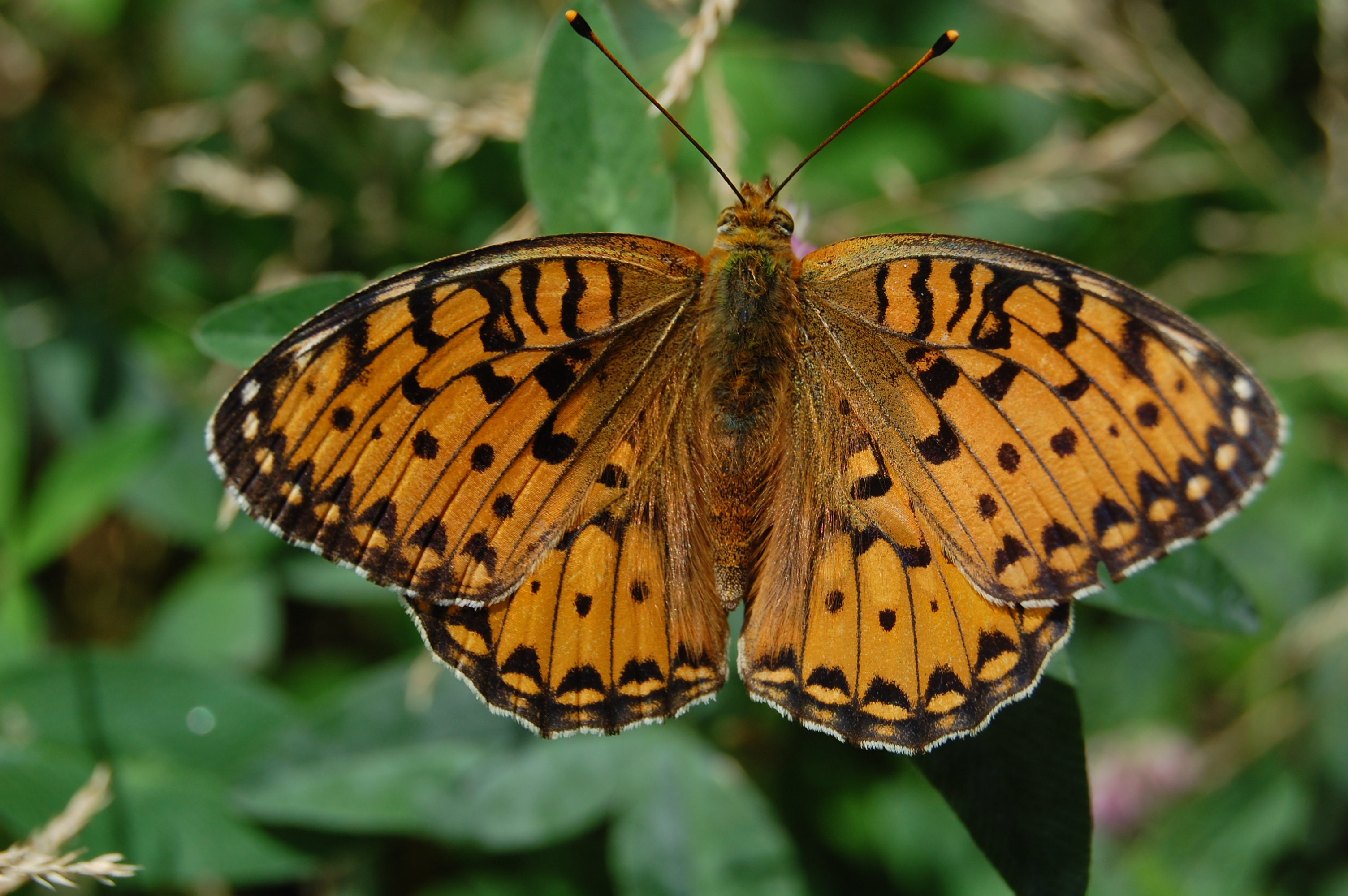
Argynnis aglaja, Am Hildesheimer Wald

## Systematika
Druhové jméno aglaja pochází ze starořeckého slova ἀγλαΐα, což znamená lesk či nádhera. Druh pojmenoval známý švédský přírodovědec Carl Linné a zvolil latinské jméno Papilio aglaja (1758), ale pod stejným názvem popsal už jiný druh motýla z jihovýchodní Asie (dnes známý jako Delias aglaja). A tak později, uvědomujíc si své chyby, uvedl druh pod latinským jménem Papilio pasithoe (1767). Dnes je to podle pravidel nomenklatury pouze možné synonymum, přičemž další známé je např. Mesoacidalia aglaja.

## Výskyt
Perleťovec velký se vyskytuje po celé Evropě, v Maroku a téměř v celé Asii až po Japonsko. Obývá lokality do výšky a 2 200 metrů nad mořem. Žije v lesích, ale také v otevřených krajinách, jako jsou louky, vřesoviště, rašeliniště a suché pastviny. Upřednostňuje zásadité půdy. Druh je běžný, ale v některých oblastech mizí.
Létá v jedné generaci od května do srpna.
Housenky se živí zejména fialkami rodu Viola, zejména violkou srstnatou (Viola hirta), ale také violkou psí (Viola canina) a violkou bahenní (Viola palustris). Nepohrdnou však ani kontryhelem či rdesnem.

## Vývoj
Samice kladou vajíčka po jednom na stonky nebo spodní či horní části listů živných rostlin. Housenky, které se líhnou po dvou až třech týdnech, jedí zpočátku pouze vaječné skořápky a poté okamžitě přejdou do stádia hibernace. Jejich další vývoj začne až v příštím roce. Kuklí se v hnědých kuklách na stonku oblíbené rostliny, blízko u země.